# NGC 2426
NGC 2426 este o galaxie eliptică situată în constelația Linxul. A fost descoperită în 17 martie 1790 de către William Herschel. Se află la o distanță de 82,91 de megaparseci de Pământ.